# Laterialis oculatus
Laterialis oculatus là một loài bọ cánh cứng trong họ Lycidae. Loài này được Gorham miêu tả khoa học năm 1886.